# Wohnsiedlung Unteraffoltern II
Die Wohnsiedlung Unteraffoltern II ist eine städtische Wohnsiedlung in Unteraffoltern bei Zürich. Sie besteht aus den beiden Scheibenhochhäusern Im Isengrind 35 und Fronwaldstrasse 94, die in den Jahren 1969 und 1970 bezugsbereit waren.

## Geschichte
Affoltern wurde 1934 in Zürich eingemeindet, konnte aber bis in die 1950er-Jahre den Charakter eines Bauerndorfes bewahren. Das Quartier hatte noch in den 1960er-Jahren grosse zusammenhängende Freiflächen. In dieser Zeit entstand das städtische Richtplanprojekt für den Bau von Wohnungen und Infrastruktur für 5000 Leute. Das Gebiet liegt unmittelbar nördlich der Bahnstrecke Seebach–Regensdorf, sodass der alte Dorfkern von Unteraffoltern möglichst nicht gestört werden sollte. Unteraffoltern I war die erste Phase dieses Bauprojekts, das 12 Mehrfamilienhäuser mit Wohnungen für Familien enthielt, die beiden Hochhäuser sollten deshalb mehrheitlich mit kleineren Wohnungen bestückt.
Die Siedlung wurde in den Jahren 1995 bis 1997 einer grösseren Renovation unterzogen, bei der die Fassade saniert wurde, die Eingangshalle erweitert wurde und neue Gemeinschaftsräume im Erdgeschoss eingebaut wurden. Weiter wurde die Umgebung der Überbauung neu gestaltet und mit einem Spielplatz versehen.

## Bauwerk
Die Siedlung besteht aus den beiden von Georges-Pierre Dubois entworfenen Scheibenhochhäuser. Dubois arbeitete eine Zeit lang im Atelier von Le Corbusier, wo in den 1940er-Jahren die Unité d’Habitation für Marseille entworfen wurde, sodass die Hochhäuser von diesem Projekt inspiriert wurden.
Die Hochhäuser haben zusammen 236 Wohnungen, deren Grösse von 23 m² grossen 1-Zimmer-Wohnungen bis zu 132 m² grossen 5-½-Zimmer-Wohnungen reicht.